# Henry Hudson Bridge
Le Henry Hudson Bridge est un pont reliant Manhattan au Bronx à New York, aux États-Unis.
De type pont en arc, il a une portée de 256 m pour une longueur totale de 673 m. Il est construit en 1936 et comporte deux niveaux. Il est nommé en l'honneur d'Henry Hudson.
Le pont est géré par le MTA Bridges and Tunnels, une entité faisant partie de la Metropolitan Transportation Authority.